# Westoverledingen
Westoverledingen è un comune di 21.210 abitanti (2019) della Bassa Sassonia, in Germania.
Appartiene al circondario (Landkreis) di Leer (targa LER).